# Feddes Repertorium
Feddes Repertorium (pełna nazwa Feddes Repertorium – Journal of Botanical Taxonomy and Geobotany, w publikacjach cytowane także w skrócie jako Feddes Repert.) – czasopismo naukowe publikujące artykuły obejmujące prace badawcze i przeglądy wszystkich grup roślin i grzybów świata, w tym zarówno obecnie istniejących, jak i wymarłych. Uwzględnia również teorię i zasady taksonomii, nazewnictwa, technik i metodologii badań, ewolucji i filogenezy oraz opisy nowych taksonów. Publikowane w nim są również informacje dotyczące historii flory i roślinności. Wszystkie artykuły są recenzowane na arenie międzynarodowej przez ekspertów w swoich dziedzinach.
Feddes Repertorium jest następcą czasopisma Feddes Repertorium Specierum Novarum Regni Vegetabilis (w skrócie Feddes Repert. Spec. Nov. Regni Veg.). Wydawane jest w Berlinie od 1964 roku.
Jest indeksowane w CAB INTERNATIONAL, BIOBASE / Current Awareness in Biological Sciences. Dostępne jest w subskrypcji.
ISSN: 0014-8962 (druk), 1522-239X (online). 